# أصحمة النجاشي
أصحمة بن أبجر (ولد حوالي عام 560 م — وتوفي 630 م) وهو نجاشي (وهو لقب يطلق على ملوك الحبشة). استقبل الصحابة المهاجرين إليه، واجتمعوا به في الفترة ما بين 610 ـ 629 م ويسمى (أرمها). وهو الوحيد الذي صلى عليه النبي محمد صلاة الغائب لما علم بوفاته.

## من هو؟
المصادر العربية تسميه أصحمة، حيث أورد ابن كثير خطابا أرسله إليه رسول الله، مع عمرو بن الضمري، فقال: "بعث رسول الله عمرو بن أمية الضمري إلى النجاشي في شأن جعفر بن أبي طالب وأصحابه، وكتب معه كتابا:
قال عنه الرسول محمد إنه «ملك لا يظلم عنده أحد».
تولى الحكم وهو ابن 9 سنين بعد موت عمه بصاعقة، وبعد سنوات من حكمه، انتشر عدله، وذهبت سيرته الطيبة إلى كل مكان.

## هجرة المسلمين إلى الحبشة
وفي السنة الخامسة للدعوة نصح الرسول المسلمين بترك مكة والهجرة إلى الحبشة لأن فيها «ملك لا يُظلم عنده أحد وعادل في حكمه كريماً في خلقه»، وهناك يستطيعون العيش في سلام آمنين على أنفسهم وعلى دينهم، وكان عددهم في ذلك الوقت ثمانين رجلاً غير الأطفال والنساء، ويقال أن الهجرة قد تمت بين 610 ـ 629 م.
عندما علمت قريش بذلك انزعجت، فأرسلت إلى النجاشي عمرو بن العاص، وهو «داهية العرب»، وعبد الله بن أبي ربيعة بالهدايا حتى يسلمهما المسلمين، فرفض النجاشي ذلك إلا بعد أن يسمع الطرف الآخر.
فدعاهم النجاشي، فلما حضروا، صاح جعفر بن أبي طالب بالباب «يستأذن عليك حزب الله»، فقال النجاشي: مروا هذا الصائح فليعد كلامه. ففعل. قال نعم. فليدخلوا بإذن الله وذمته. فدخلوا ولم يسجدوا له. فقال ما منعكم أن تسجدوا لي؟ قالوا: إنما نسجد لله الذي خلقك وملكك، وإنما كانت تلك التحية لنا ونحن نعبد الأوثان. فبعث الله فينا نبيا صادقا. وأمرنا بالتحية التي رضيها الله. وهي «السلام» تحية أهل الجنة. فعرف النجاشي أن ذلك حق. وأنه في التوراة والإنجيل.
فقال: أيكم الهاتف يستأذن؟ فقال جعفر: أنا. قال: فتكلم. قال: إنك ملك لا يصلح عندك كثرة الكلام ولا الظلم. وأنا أحب أن أجيب عن أصحابي. فأمر هذين الرجلين فليتكلم أحدهما، فتسمع محاورتنا.
فقال عمرو لجعفر: تكلم. فقال جعفر للنجاشي: سله أعبيد نحن أم أحرار؟ فإن كنا عبيدا أبقنا من أربابنا فإرددنا إليهم. فقال عمرو: بل أحرار كرام. فقال: هل أهرقنا دما بغير حق فيقتص منا؟ قال عمرو: ولا قطرة. فقال: هل أخذنا أموال الناس بغير حق فعلينا قضاؤها؟ فقال عمرو: ولا قيراط. فقال النجاشي: فما تطلبون منه؟ قال: كنا نحن وهم على أمر واحد على دين آبائنا. فتركوا ذلك واتبعوا غيره. فقال النجاشي: ما هذا الذي كنتم عليه. وما الذي اتبعتموه؟ قل واصدقني.
فقال جعفر: أما الذي كنا عليه فتركناه وهو دين الشيطان، كنا نكفر بالله ونعبد الحجارة. وأما الذي تحولنا إليه فدين الله الإسلام جاءنا به من الله رسول وكتاب مثل كتاب ابن مريم موافقا له. فقال: تكلمت بأمر عظيم فعلى رسلك.
ثم أمر بضرب الناقوس. فاجتمع إليه كل قسيس وراهب. فقال لهم: أنشدكم الله الذي أنزل الإنجيل على عيسى، هل تجدون بين: عيسى وبين يوم القيامة نبيا؟ قالوا: اللهم نعم. قد بشرنا به عيسى، وقال من آمن به فقد آمن بي، ومن كفر به فقد كفر بي. فقال النجاشي لجعفر: ماذا يقول لكم هذا الرجل؟ وما يأمركم به؟ وما ينهاكم عنه؟.
فقال: يقرأ علينا كتاب الله ويأمرنا بالمعروف وينهانا عن المنكر ويأمرنا بحسن الجوار وصلة الرحم وبر اليتيم، ويأمرنا بأن نعبد الله وحده لا شريك له.
فقال: اقرأ مما يقرأ عليكم. فقرأ سورتي العنكبوت والروم. ففاضت عينا النجاشي من الدمع. وقال: زدنا من هذا الحديث الطيب. فقرأ عليهم سورة الكهف.
فأراد عمرو أن يغضب النجاشي. فقال إنهم يشتمون عيسى وأمه. فقال: ما تقولون في عيسى وأمه؟ فقرأ عليهم سورة مريم. فلما أتى على ذكر عيسى وأمه رفع النجاشي بقشة من سواكه قدر ما يقذي العين. فقال: والله ما زاد المسيح على ما تقولون نقيرا.

## صلاة الرسول عليه بعد وفاته
توفي في العام التاسع للهجرة وقال رسول الله ﷺ لأصحابه: «اخرجوا فصلوا على أخٍ لكم مات بغيْر أرضكم»، فخرج بهم إلى الصحراء وصفهم صفوفًا ثم صلى عليه صلاة الغائب، وكان ذلك في شهر رجب.

## في السينما والتلفزيون
- 1975 : فيلم الرسالة وقام بدور أصحمة النجاشي الممثل عبد العظيم عبد الحق
- 1981 : مسلسل الكعبة المشرفة وقام بدور أصحمة النجاشي الممثل محمود فرج.
- 1993 : مسلسل الوعد الحق وقام بدور أصحمة النجاشي الممثل إسماعيل محمود.
- 2008 : مسلسل قمر بني هاشم، وقام بتجسيد دور أصحمة النجاشي الممثل مكي سنادة.
- 2009 : فيلم الخوافي والقوادم في نصرة الإسلام وقام بدور أصحمة  الممثل علي القاسم.
- 2012 : مسلسل عمر وقام بدور أصحمة النجاشي الممثل ياسر عبد اللطيف